# Kazár-patak
A Kazár-patak a Cserhátban ered, Kazár településtől északnyugatra, Nógrád vármegyében, mintegy 270 méteres tengerszint feletti magasságban. A patak forrásától kezdve délkeleti irányban halad, majd Rákóczibánya közelében délnyugatnak fordul és végül Bátonyterenyénél éri el a Zagyvátot.
A Kazár-patak vízgazdálkodási szempontból a Zagyva Vízgyűjtő-tervezési alegység működési területét képezi.

## Part menti települések
- Kazár
- Rákóczibánya
- Bátonyterenye